# L'isola del diavolo (film 1940)
(Joan Crawford in L'isola del diavolo, USA 1940)
L'isola del diavolo (Strange Cargo) è un film del 1940, diretto da Frank Borzage. È l'ultimo degli otto film che vedono come protagonisti Joan Crawford e Clark Gable.
La sceneggiatura, firmata da Lawrence Hazard e Anita Loos, si basa su Not Too Narrow, Not Too Deep, romanzo di Richard Sale pubblicato a Londra e a New York il 1936.

## Trama
Un gruppo di galeotti (al quale si unisce in seguito anche una donna) evade dalla colonia penale di un'isola e cerca di raggiungere il continente. Tra i fuggitivi c'è un uomo di nome Cambreau, un misterioso individuo del quale nessuno sapeva nulla prima dell'evasione e che ora pare conoscere in anticipo tutto quello che accadrà. Lungo il pericoloso tragitto attraverso la foresta e a bordo di una barca a vela, Cambreau induce ciascun evaso a riflettere sul proprio passato criminale e soprattutto sulle azioni che intende commettere lungo la via che dovrebbe condurlo alla libertà. Alla fine il più coraggioso e determinato del gruppo, il ladro André Verne, comprenderà che le sole cose importanti sono l'amore della donna che l'ha seguito e l'espiazione in carcere delle proprie colpe.

## Produzione
Le riprese del film - prodotto dalla Metro-Goldwyn-Mayer (MGM) - durarono dal 17 ottobre al 28 dicembre 1939, con alcune scene aggiunte girate a metà gennaio 1940. Direttore della registrazione fu Douglas Shearer che utilizzò per il sonoro il sistema monofonico Western Electric Sound System.

## Distribuzione
Il copyright del film, richiesto dalla Loew's Inc., fu registrato il 27 febbraio 1940 con il numero LP9466. Distribuito dalla Metro-Goldwyn-Mayer (MGM), il film uscì nelle sale cinematografiche statunitensi della Loew's il 1º marzo 1940.